# Samuel Vila
Samuel Vila i Ventura (Rubí, Barcelona, 28 de mayo de 1902–Tarrasa, 1 de marzo de 1992) fue un pastor evangélico, escritor y editor español. Su vida estuvo marcada por un compromiso con el Evangelio desde temprana edad, influido por sus padres.

## Biografía
Vila nació en una familia evangélica. Desde su infancia, mostró inclinación por el servicio al Evangelio. A los seis años, ya imprimía versículos bíblicos para compartir el «mensaje de salvación». Su dedicación al ministerio cristiano lo llevó a estudiar bajo la dirección de Rubén Dubarry en Nimes (Francia), discípulo a su vez de Charles Spurgeon.
En 1923, se fue al seminario de la Misión Bautista del Sur de los Estados Unidos en Barcelona como profesor y alumno de teología. Fundó la iglesia evangélica de Tarrasa en 1924 y la de Manresa en 1933. Durante la guerra civil española, se exilió y organizó ayuda a los republicanos en Francia. En 1939, regresó a España y lideró la iglesia de Tarrasa, enfrentándose a las restricciones del régimen de Franco y defendiendo la libertad religiosa.

## Premios y reconocimientos
A lo largo de su vida, Vila recibió reconocimientos significativos por su labor. En 1970, fue investido doctor honoris causa y, en 1991, nombrado académico de la lengua española por la Academia Norteamericana.

## Obras
Vila destacó como prolífico escritor desde los 22 años con su primer libro A las fuentes del cristianismo (1924). Su obra incluye 45 títulos, abarcando diccionarios, enciclopedias y traducciones de 193 obras del inglés y francés al español. Fundó el Departamento de Publicaciones de la Misión Cristiana Española, que evolucionó a la Editorial CLIE.